# Junikovský hřbitov
Junikovský hřbitov je největší poznaňský městský hřbitov ležící mezi ulicemi Grunwaldzką a Cmentarną.
Vznikl na místě vojenského újezdu a byl otevřen v roce 1948. Má rozlohu 92,69 ha, kolem 79 tisíc hrobů a je zde pohřbeno asi 139 tisíc osob.

## Pohřbené osobnosti
- Teodor Anioła[1], fotbalista
- Andrzej Babiński, básník
- Lucjan Ballenstaedt, inženýr
- Zbigniew Bednarowicz (1927–1999), scénograf
- Sidonia Błasińska (1932–2012), herečka
- Włodzimierz Błaszczyk (1929–1989), archeolog
- Wiesław Bogusławski (1932–2013), pedagog
- Józef Burszta, etnograf a historik
- Nikos Chadzinikolau (1935–2009), básník
- Witold Celichowski[1], advokát
- August Chełkowski[1], fyzik a politik
- Gwido Chmarzyński, historik
- Zdzisław Dandelski (1880–1954), lékař
- Franciszek Danielak (1900–1966), komunista
- Florian Dąbrowski (1913–2002), skladatel[1]
- Wiktor Dega[1], lékař
- Szczęsny Dettloff, historik
- Wojciech Drabowicz (1966–2007), pěvec
- Conrad Drzewiecki[1], tanečník a choreograf
- Zdzisław Dworzecki (1945–1997), ředitel poznaňské filharmonie
- Włodzimierz Filipek (1957–2005), publicista
- Feliks Fornalczyk (1928–1987), spisovatel
- Maciej Frankiewicz (1958–2009), politický aktivista
- Franciszek Frąckowiak, politický aktivista
- Antoni Gołębniak (1917–1988), grafik
- Czesław Grenda (1920–1988), ochránce přírody
- Ryszard Edward Haupt,sochař
- Karol Jonscher mladší, lékař
- Konstanty Kalinowski, historik
- Tadeusz Kalinowski (1909–1997), malíř
- Antonina Kawecka[1], pěvkyně
- Zdzisław Kępiński (1911–1978), historik
- Alfons Klafkowski, právník a politik
- Stefan Kozarski (1930–1996), geograf
- Maksymilian Kranz (1908–1989), chemik
- Jerzy Krasuski (1930–2009), historik
- Wilhelm Kuklis (1907–1975), konzervátor
- Władysław Kuraszkiewicz (1905–1997), jazykovědec[1]
- Brygida Kürbis (1921–2001), historik[1]
- Jerzy Kurczewski[1], spisovatel
- Felicjan Lechnicki (1885–1963), politik
- Edmund Łubowski (1918–1993), malíř
- Witold Maisel (1914–1993), historik
- Kazimierz Malinowski (1907–1977), historik
- Jerzy Mańkowski, spisovatel
- Stanisław Michalski (1928–1990), historik
- Kornel Michałowski (1923–1998), muzikolog
- Henryk Miłoszewicz[1], fotbalista
- Józef Murlewski, sochař
- Władysław Orlicz[1], matematik
- Marian Orłoń, spisovatel
- Eugeniusz Paukszta, spisovatel
- Jerzy Pertek, spisovatel
- Marian Pogasz[1], herec
- Leon Raszeja, právník
- Roger Sławski[1], architekt
- Zygfryd Słoma, fotbalista
- Wojciech Standełło (1932–2005), herec
- Jerzy Stasiuk (1938–2000), herec
- Jerzy Tadeusz Stefan (1905–1961), hudebník
- Tadeusz Strumiłło (1884–1958), pedagog
- Stefan Stuligrosz (1920–2012), dirigent
- Jerzy Suszko (1889–1972), chemik
- Paweł Szydło[1], boxer
- Zbigniew Tyszka (1933–2003), sociolog
- Bazyli Wojtowicz, sochař
- Jerzy Ziomek[1], historik
- Jerzy Zwoliński (1921–1978), pedagog